# Gijs Groenteman
Gijs Groenteman (Amsterdam, 29 januari 1974) is een Nederlandse presentator en schrijver. Hij presenteert de talkshow Van Roosmalen & Groenteman en is regelmatig te horen op NPO Radio 1.

## Biografie
Groenteman is het enige kind van journaliste en televisiepresentator Hanneke Groenteman. Hij werd opgevoed door zijn moeder en leerde zijn vader pas op 23-jarige leeftijd kennen. Groenteman groeide op in Amsterdam, waar hij naar het Barlaeus Gymnasium ging.

### Journalistiek
Na de middelbare school ging Groenteman aan de slag als redacteur voor Laat de Leeuw. Vervolgens werkte hij als programmamaker bij de VPRO-radio, waar hij samenwerkte met Teun van de Keuken. Hij presenteerde wekelijks het radioprogramma Cantina voor de VPRO op Radio 6. Daarnaast was hij medewerker van VARA TV Magazine, Desmet Live met Theodor Holman en eindredacteur van Šimek 's nachts.
Groenteman is columnist bij Het Parool.

### Podcasts

#### De Grote Harry Bannink Podcast
De eerste aflevering van De Grote Harry Bannink Podcast werd in juli 2016 opgenomen. Deze tweewekelijkse serie ging over de liedjes van componist Harry Bannink en de mensen met wie hij die liedjes maakte. Hiervoor interviewde Groenteman onder meer Aart Staartjes, Willem Nijholt, Hans Dorrestijn, Loes Luca, Henny Vrienten, Jenny Arean en Wieteke van Dort.
De Grote Harry Bannink Podcast On Tour was een theatershow waarin Groenteman van 2018 tot 2020, samen met pianist Dick van der Stoep en zanger Frank Groothof, herinneringen ophaalde aan het oeuvre van Harry Bannink.

#### Met Groenteman in de kast
Sinds november 2017 heeft Groenteman zijn eigen wekelijkse podcast: Met Groenteman in de kast. In de archiefkast van de Volkskrant interviewt hij zeer uiteenlopende bekende en minder bekende Nederlanders. Met hen spreekt hij over verleden en heden, over liefde en trauma. Te gast waren onder meer schrijfster en cabaretier Paulien Cornelisse, zanger Lee Towers, bioloog Midas Dekkers, rapper Glen Faria, muzikant Henny Vrienten, modejournalist Cécile Narinx, historicus Maarten van Rossem en misdaadjournalist Peter R. de Vries. De keuze van de gasten is gebaseerd op basis van Groentemans persoonlijke fascinatie voor deze personen. De producer van de podcast is Daan Hofstee.

#### Teun en Gijs vertellen alles
Teun van de Keuken en Gijs Groenteman bespreken alles wat ze bezielt, wat ze hebben meegemaakt en wat ze ervan vinden. De eerste aflevering staat sinds december 2020 online.

#### De kamer van Klok
De kamer van Klok is een politieke podcast van de Volkskrant. Groenteman, Pieter Klok, Sheila Sitalsing en andere verslaggevers van de Volkskrant spreken elke vrijdagochtend de politieke week door. De podcast ontstond in aanloop naar de Tweede Kamerverkiezingen 2021 onder de naam Koorts. De podcast wordt opgenomen in het kantoor van De Volkskrant-hoofdredacteur Pieter Klok, vandaar de naam.
De eerste aflevering na de naamsverandering verscheen op 14 mei 2021. Inmiddels is de podcast een vast wekelijks onderdeel van de dagelijkse podcastreeks Elke Dag van De Volkskrant.

#### Lijstjes van Lohues
Lijstjes van Lohues is een muziekpodcast waarin Groenteman een gesprek heeft met Daniël Lohues. Lohues zoekt voor de podcast muzieknummers uit op basis van een thema, zoals bijvoorbeeld het thema "Kerst". De podcast wordt opgenomen in Erica, de woonplaats van Lohues. De eerste aflevering verscheen in december 2021.

#### Weer een dag
Weer een dag is een actuele podcast van Groenteman en Marcel van Roosmalen waarin de twee elke werkdag een podcast uploaden waarin ze 's ochtends twaalf minuten met elkaar bellen om de actualiteit door te nemen. De tijd wordt bijgehouden met een kookwekker. De eerste aflevering verscheen op 7 februari 2022.

### Televisie
- In de winter van 2018/2019 deed Groenteman mee aan De Slimste Mens. Hij schopte het tot de finaleweek.
- Sinds januari 2021 presenteert hij samen met Marcel van Roosmalen het tv-programma Media Inside, sinds 18 september 2023 Van Roosmalen & Groenteman, op NPO 3. In het programma, een persiflage op Voetbal Inside, bespreken zij met twee gasten de afgelopen mediaweek.
- In juni 2023 presenteerde Groenteman samen met Marcel van Roosmalen een tijdelijke pop-up talkshow Marcel & Gijs op SBS6 ter vervanging van Vandaag Inside, dat een zomerstop had.
- Sinds januari 2024 presenteert Groenteman zijn eigen cultuurprogramma Groenteman op Zondag op NPO 2. Recensenten vergeleken met het cultuurprogramma van zijn moeder, dat ook op de zondag werd uitgezonden.

### Theater
In het theater verzorgde Groenteman samen met Marcel van Roosmalen twee jaar lang een avondvullende voorstelling "Pannekoekencaravan" waarin ze zich omdoopten tot foodtruckondernemer en het publiek vertelden over de geschiedenis van hun vriendschap.

## Trivia
- Groenteman was getrouwd met Aaf Brandt Corstius en heeft met haar twee kinderen.[1][8] Daarnaast heeft hij nog twee kinderen uit een eerder huwelijk.[9]
- Groenteman is eigenaar van het podcastproductiebedrijf Meer Van Dit.